# Bel-Nor (Misuri)
Bel-Nor es una villa ubicada en el condado de San Luis en el estado estadounidense de Misuri. En el Censo de 2010 tenía una población de 1499 habitantes y una densidad poblacional de 914,32 personas por km².

## Geografía
Bel-Nor se encuentra ubicada en las coordenadas 38°42′6″N 90°19′5″O / 38.70167, -90.31806. Según la Oficina del Censo de los Estados Unidos, Bel-Nor tiene una superficie total de 1.64 km², de la cual 1.64 km² corresponden a tierra firme y (0%) 0 km² es agua.

## Demografía
Según el censo de 2010, había 1499 personas residiendo en Bel-Nor. La densidad de población era de 914,32 hab./km². De los 1499 habitantes, Bel-Nor estaba compuesto por el 48.7% blancos, el 46.43% eran afroamericanos, el 0% eran amerindios, el 2.2% eran asiáticos, el 0% eran isleños del Pacífico, el 0.33% eran de otras razas y el 2.33% pertenecían a dos o más razas. Del total de la población el 2.33% eran hispanos o latinos de cualquier raza.